# Meloe andrenetarum
Meloe andrenetarum is een keversoort uit de familie van oliekevers (Meloidae). De wetenschappelijke naam van de soort is voor het eerst geldig gepubliceerd in 1828 door Dufour.